# Коровино (Рамешковский район)
Коровино — деревня в Рамешковском районе Тверской области.

## География
Находится в восточной части Тверской области на расстоянии приблизительно 26 км на юг-юго-восток по прямой от районного центра поселка Рамешки.

## История
В 1887 году в поселке Коровино проживали 3 семьи. Владельцами земли являлись две дворянские и одна мещанская семьи. В 1942 году было 11 личных хозяйств, в 1998 — 5 домов местного населения и 5 домов принадлежали наследникам, в 2001 1 и 7 соответственно. В советское время работали колхозы «6 годовщина смерти Ильича», «Путь Ленина» и «Перелом». До 2021 входила в сельское поселение Ведное Рамешковского района до их упразднения.

## Население
Численность населения: 22 человека (1887 год), 39 (1942), 9 (1989), 3 (русские 67 %, карелы 33 %) в 2002 году, 1 в 2010.